# Comité mondial des femmes contre la guerre et le fascisme
Le Comité mondial des femmes contre la guerre et le fascisme (CMF) est un mouvement international de femmes, pacifiste et antifasciste, actif de 1934 à 1940. Bien que proche du mouvement communiste international, il ne le revendique pas ouvertement et réunit des femmes d’origines sociales et politiques variées avec l'objectif principal de monter une résistance féminine organisée au fascisme.

## Historique

### Contexte
Le contexte politique et économique, suite à la crise économique de 1929 et à la montée du fascisme en Europe, sert de catalyseur à l’engagement du mouvement des femmes en faveur de la solidarité. Ce mouvement s'appuie sur des organisations internationales préexistantes, et se base sur des contacts personnels, des amitiés et des échanges entre femmes et organisations qui se développent depuis le début du siècle.  
La Ligue internationale des femmes pour la paix et la liberté semble être la seule organisation à tenir un discours à la fois féministe et antifasciste. Elle dénonce ouvertement le caractère antiféministe de cette idéologie et les menaces qu’elle fait peser sur l’ensemble des sociétés. Avec la section des femmes de l'Internationale communiste, elle soutient la création d'un Comité mondial des femmes contre la guerre et le fascisme. Gabrielle Duchêne, proche des deux organisations et présidente de la section française de la Ligue en est la cheville ouvrière. Dans une déclaration au Comité exécutif de la Ligue, elle affirme que la nouvelle organisation ne devrait pas être fondée sur le pacifisme orthodoxe, mais sur la défense de la paix, en s’attaquant aux causes qui empêchaient cette paix et soutient que le capitalisme n’est pas compatible avec une paix permanente et que le fascisme n’est rien de plus qu’une « manifestation de l’autodéfense du capitalisme ». En 1933, Georges Dimitrov (secrétaire de la Troisième Internationale) demande à la communiste belge Bernadette Cattanéo de travailler à la création d'une organisation mondiale qui rassemblerait les femmes antifascistes, ce qui peut conforter l'idée que le parti communiste cherche, à travers cette organisations, à développer son influence et son recrutement chez les femmes,.  

### Fondation
Le Comité mondial des femmes contre la guerre et le fascisme (CFM), parfois appelé Rassemblement mondial des femmes, est fondé à Paris en 1934 lors du Congrès mondial des femmes.  Gabrielle Duchêne en est la présidente et Bernadette Cattanéo la secrétaire générale. Le Comité est en quelque sorte le pendant féminin du Mouvement Amsterdam-Pleyel (ou Mouvement de lutte contre la guerre et le fascisme) présidé par Romain Rolland et Henri Barbusse mais il est une entité indépendante qui propose des réponses spécifiquement féminines au fascisme et à la guerre,,.  

### Les congrès

#### Paris, 1934
Le premier congrès du Comité mondial se tient à Paris du 3 au 7 août 1934. La date correspond au vingtième anniversaire du déclenchement de la Première Guerre mondiale et de l'occupation de la Belgique et de la France en août 1914. « Nous alertons toutes celles qui peuvent nous entendre, parce que nous voyons distinctement que la vie et l’avenir des peuples sont en jeu en 1934, comme ils l’ont été en 1914 et plus encore qu’en 1914. Nous, les femmes, nous voyons l’humanité menacée par un cataclysme sans pareil (Discours de Bernadette Cattanéo) ».
Il réunit 1100 délégués de différents pays, âges, races, confessions et idéologies, venant de syndicats, de partis politiques, d’organisations pacifistes et féministes et de chrétiens de base. De nombreux sympathisants antifascistes venant à titre individuel montent la participation à 2 500 personnes. Des femmes viennent d’Allemagne, d’Italie et de Grèce au péril de leur vie. La régression des droits et des libertés des femmes et de la classe ouvrière dans leurs pays illustre l'offensive internationale contre les droits des femmes. Par contre, le rapport des déléguées d'URSS et le discours d'Elena Stassova, dirigeante de l'Internationale communiste et présidente du Secours rouge international, soulignent qu'en Union soviétique, les femmes peuvent accéder à tout type de profession, ainsi qu'à toutes les formes d'éducation, sur un pied d'égalité avec les hommes et que les droits politiques et civils sont égaux pour les deux sexes. Ils sont accueillis avec enthousiasme par les participantes.
Certaines séances plénières sont traduites en trois langues et de nombreux groupes de travail sont constitués.
Cette conférence appréhende de nouvelles façons de comprendre le travail politique des femmes et sensibilise les féministes du monde entier à la nécessité de faire face au racisme, au fascisme et à l’impérialisme en tant que luttes interconnectées. 

#### Marseille, 1938
La Conférence internationale des femmes pour la défense de la paix, de la liberté et de la démocratie, se tient à Marseille du 13 au 15 mai 1938, à l'initiative de l'Union française pour le suffrage des femmes et du Comité mondial des femmes contre la guerre et le fascisme.

## L'action politique
Le Comité mondial des femmes s'efforce d'obtenir des changements politiques, il s'implique dans la formulation et la mise en œuvre de stratégies d'aide ciblant plus particulièrement les femmes. Il s’engage en faveur du Front Populaire en France, et soutient les républicains espagnols dans la Guerre civile espagnole. Cette cause rassemble les membres du Comité dans le monde entier : diverses sections rassemblent de l'aide matérielle, morale et financière pour les civils espagnols, organisent des convois pour apporter les colis aux femmes et aux enfants. Les réfugiés de l'Italie fasciste mènent une campagne hautement symbolique : elles récoltent les alliances de femmes restées en Italie, afin de les envoyer en soutien à la cause républicaine espagnole.  
Le Comité mondial des femmes soutient également le Comité international pour la défense du peuple éthiopien en résistance contre l’invasion italienne de l’Éthiopie (1935-1936) et s'oppose à la et aux politiqus du Parti national-socialiste envers les femmes.  
Dans le contexte de la Seconde guerre sino-japonaise (1937-1945), Charlotte Haldane (en), dirigeante de la section britannique, est missionnée à la fois par le CMF et le Komintern pour se rendre en Chine. Elle témoigne des souffrances endurées par les civils chinois et, plus particulièrement, les femmes et les enfants. Elle publie également un rapport sur la « situation en Chine et en Extrême-Orient » pour la Chambre des communes à son retour en Grande-Bretagne. Le Comité s'appuie sur les expériences personnelles des femmes chinoises pendant la guerre pour mobiliser l'opinion. Il souligne à cet occasion l'impact des traumatismes sexuels en temps de guerre sur les victimes, les femmes et leurs enfants.             
Après une protestation du CMF contre la « lâche faiblesse de l'Angleterre et de la France » face au nazisme, une pétition entièrement féminine est publiée le 22 septembre 1938 dans le journal l'Œuvre et signée par 17 femmes. Elle est à nouveau publiée le 30 septembre dans Feuilles libres avec 7 noms supplémentaires.            

## La presse
Bernadette Cattanéo lance en septembre 1934 et dirige le journal  du CMF, Les Femmes dans l'action mondiale. Chaque numéro de la revue est préfacée par un article souvent politique signé de la présidente. La revue propose, à côté de rubriques dites « féminines » (cuisine, ménage, maternité, coût de la vie…), des articles politiques, culturels et militants à dimension internationaliste : situation coloniale, servitude des femmes algériennes ou encore espagnoles. Il accorde une large place à ces dernières, prises dans les horreurs de la guerre. Des personnalités de renom publient des articles dans la revue : Maryse Bastié, André Viollis, Edith Thomas,...
De nombreuses sections nationales publient leurs propres journaux : Australie, Chine, Chili, Argentine, Uruguay, France, Belgique, Espagne, Royaume-Uni,...

## Proximité avec le communisme
Le CMF fait partie du dispositif communiste international mais il ne revendique pas clairement cette proximité et attire au début des féministes d'opinions très variées. Cette proximité avec la politique communiste provoque des dissensions entre les membres et aussi avec d'autres organisations féminines. Certaines membres quitteront le Comité à cause de sa dépendance à Moscou,,.  

## Ambiguïtés du discours féministe
L'historienne Jasmine Calver relève des ambivalences entre la rhétorique impérialiste et le féminisme. Elle estime que le langage utilisé tout au long des campagnes du Comité invoque souvent des représentations traditionnelles des femmes et des peuples non occidentaux pour construire des campagnes humanitaires efficaces tout en soutenant des causes féministes et anti-impérialistes. Notamment, une analyse particulière de la campagne contre la Seconde guerre sino-japonaise montre des descriptions stéréotypées des femmes chinoises, représentées comme des mères calmes et stoïques, omettant leur travail politique, tout en leur offrant une tribune pour dissiper ces préjugés et exprimer leurs expériences. Cette ambiguïté se retrouve dans le discours général de la revue du CMF, Femmes dans l’action mondiale, qui, à l’instar des régimes qu’il dénonce, fait pourtant l’apologie de la fonction maternelle et de ses corollaires,,.

## Reconnaissance
De nombreuses membres du comité mondial des femmes s'engage dans la résistance durant la Seconde guerre mondiale. Cependant, à la Libération, il tombe pratiquement dans l'oubli et n'occupe qu'une place très restreinte dans la mémoire communiste. Renée Rousseau estime que « Cet oubli est peut-être le résultat de certaines frictions personnelles, mais surtout du désir de faire apparaître le mouvement féminin du parti comme directement issu de la Résistance et non lié à l'Internationale Communiste comme le Comité mondial ». Ce n'est que bien des années plus tard que le Comité mondial des femmes contre la guerre et le fascisme attire l'intérêt des historiens.

## Le caractère international
Le Comité mondial des femmes est composé de sections nationales à travers le monde, même si la majorité d'entre elles se trouve en Europe occidentale et en Scandinavie et que les deux congrès ont lieu en France (Paris en 1934 et Marseille en 1938). Le troisième congrès, prévu en 1939 à Cuba, est annulé en raison de la guerre,.

## Sections nationales

### Belgique
La section belge du Comité mondial des femmes est constituée dès 1934 et constitue un front féminin laïque, pacifiste et antifasciste qui s’illustre dans différents combats, féministe, pacifiste et antifasciste. Lucia de Brouckere, professeure de chimie à l'Université libre de Bruxelles et militante laïque, devient la première présidente et Marcelle Leroy la secrétaire et cheville ouvrière.  Emilienne Steux-Brunfaut  devient secrétaire en 1937 Parmi les membres figurent de nombreuses femmes socialistes et communistes mais aussi des libérales et des laïques non affiliées à un parti.  Les femmes catholiques n'en feront cependant jamais partie,,.
De nombreuses membres appartiennent à la Fédération maçonnique du Droit Humain, ce qui fait du CMF belge, un lieu de rencontre entre parti communiste et franc-maçonnerie. Germaine Hannevart, dignitaire maçonnique, s'engage de plus en plus à gauche et Marcelle Leroy est explicitement autorisée à enfreindre l’interdit communiste qui pèse sur la maçonnerie. Pendant la Seconde Guerre mondiale, on compte dans ses rangs de nombreuses militantes de la clandestinité communiste et plusieurs femmes actives dans l'Orchestre rouge
En Belgique, le Comité mondial des femmes est l'organisation féministe la plus active dans la lutte antifasciste, liant étroitement féminisme, antifascisme et pacifisme : « Le Fascisme, c’est pour la femme, la perte de tous les droits péniblement acquis au prix de siècles de lutte : droits politiques, droit au travail, droit d’accéder aux emplois officiels, droit d’élever ses enfants comme elle le croit bon. Le retour de la femme au foyer, ce mot d’ordre fasciste avec lequel Hitler et Musssolini ont dupé tant de femmes allemandes et italiennes, est repris par les réactionnaires de tous les pays [...]. [La défense des droits des femmes comporte] en premier lieu, la protection des vies humaines et, par conséquent, la lutte contre la guerre. ». Dans un tract de septembre 1935, il dénonce tout ce qui peut faire obstacle à la paix (depuis l’allongement du service militaire en Belgique jusqu’à la politique brutale du nazisme) et loue, au contraire, l’URSS pour avoir signé le pacte d’assistance mutuelle avec la France et avec la Tchécoslovaquie.  Et de rappeler aussi les mesures prises en 1933 et 1934 afin de contingenter le travail féminin en Belgique. Le CMF participe activement à la lutte contre le rexisme. La très jeune Adèle Hauwel, porte-parole du groupe Jeunes, du Comité, dénonce les menaces de l’extrême droite contre « la liberté et la dignité d’être humains » que pour les femmes qu’il considère comme des « animaux destinés uniquement à la reproduction » ». Mais, en Belgique aussi, le message du CMF présente des  ambiguïtés : ainsi le tract de 1935, par exemple, se termine par un appel aux femmes, « gardiennes de la vie»,. Le CMF participe, du 3 au 6 septembre 1936, au Congrès international pour la paix organisé à Bruxelles à l’initiative du Rassemblement universel pour la Paix. 
La section belge participe à l’action commune des organisations féministes contre la proposition de loi Rutten (1934) une  et les mesures du gouvernement visant à limiter le travail salarié des femmes. Cependant elle est essentiellement centrée sur la lutte antifasciste, les revendications restant en second plan. En 1935, elle organise une Journée internationale des femmes de l’enseignement. Elle se retrouve aux côtés du Comité de Vigilance des Intellectuels antifascistes et envoie deux délégations en URSS en 1935 et 1936 pour y étudier la situation des femmes et des enfants,.
Elle est très engagée dans le soutien à l’Espagne républicaine jusqu’en 1939. Elle organise la collecte de biens de première nécessité, prend en charge du home pour enfants en Espagne et organise l’accueil d’enfants réfugiés en Belgique. Le Comité mondial des femmes se mobilise en outre pour le sauvetage de la militante communiste Liselotte Herman, condamnée à mort par les nazis, et participe à la constitution de la section belge du Rassemblement universel pour la paix en 1936, comme soutien à la Société des Nations.
En 1938, la section belge compte 2 000 membres réparties dans tout le pays, mais seules les sections de Bruxelles, Liège et du Brabant Wallon fonctionnent réellement. La section francophone publie, dès 1935, la revue Femmes dans l'action sociale et la section néerlandophone, la revue Vrouwen. Des personnalités éminentes y signent des articles comme Marie Janson, Marie Delcourt, Henri Rolin, Émilie Noulet, Pierre Hubermont, Émilie Noulet...
Au lendemain de la Seconde Guerre mondiale, le contexte de guerre froide ne permet pas au « Rassemblement des Femmes pour la Paix » qui se voulait son continuateur, d’assumer effectivement son héritage.

### Espagne
À la mi-1933 une déléguée de la section française du Comité mondial contre la guerre et le fascisme arrive à Madrid pour inviter les femmes espagnoles à créer leur propre section et à assister au Congrès en tant que telles.‍ Elle rencontre les femmes de la Commission des femmes du Parti communiste espagnol et leur demande de contacter les femmes socialistes et républicaines pour créer un front uni. 
Le Comité Nacional de Mujeres Contra la Guerra y el Fascismo est formé en juillet 1934, lors d'un congrès de l'Unión de Mujeres Antifascistas  (Union des femmes antifascistes) avec la présence de 78 délégués des partis républicain, communiste et socialiste et sans affiliation politique. Il rassemble des personnalités comme les républicaines Victoria Kent et Clara Campoamor ou la socialiste Margarita Nelken. Le Comité est contrôlé par le Parti communiste espagnol. La communiste Dolores Ibárruri est élue présidente et Catalina Salmerón (es), la fille du leader politique de la Première République espagnole de 1873, présidente d'honneur. « Nous avons trouvé des femmes qui n'avaient rien à envier aux dirigeants de leurs partis, ni dans leur capacité politique, ni dans leur compréhension des problèmes vitaux de l'Espagne, ni dans leur détermination à lutter contre le danger réactionnaire et fasciste qui se condensait et prenait forme dans notre pays (Dolores Ibárruri). ». Des comités d'initiative se forment dans tout le pays. Le congrès désigne huit déléguées pour participer au Premier Congrès international de Paris (1934), parmi lesquelles Encarnación Fuyola Miret (es), communiste et secrétaire du Comité national, Matilde Cantos pour le Parti socialiste ouvrier espagnol et Amparo Navarro Giner (es) Comité provincial de Valence,,,. 
Le premier congrès du Comité espagnol a lieu les 14 et 15 juillet 1934 dans un contexte national difficile, marqué par la montée du fascisme. Il se prononce sur un certain nombres de revendications comme la lutte contre le capitalisme et l’élévation du niveau du prolétariat, l'égalité de rémunération entre les hommes et les femmes, le droit à l’avortement, le droit au travail pour les femmes mariées, la dénonciation de la répression contre les antifascistes...
Le comité espagnol organise des grèves contre les baisses de salaires, des manifestations pour la libération d'Ernst Thälmann, homme politique communiste allemand arrêté par la Gestapo en 1933, des manifestations contre l'impérialisme espagnol au Maroc et des protestations symboliques contre le fascismee. 
Une importante manifestation a lieu, après le Congrès de Paris, contre la mobilisation des réservistes décrétée par Diego Hidalgo pour leur transfert au Maroc fin août 1934. Malgré le refus du gouvernement d'accorder les autorisations nécessaires, la manifestation se déroule avec succès, avec la participation spéciale des travailleurs du tabac de Madrid. Peu de temps après, une manifestation similaire a lieu à Saragosse. Le magazine Les Femmes dans l’action mondiale relate la terrible répression de la police montée à cheval, frappant femmes et enfants. 
Le Comité contre la guerre et le fascisme en Espagne est interdit par le gouvernement, l'année même de sa création, suite à la révolution asturienne. Dolores Ibárruri et Veneranda Manzano (es) sont emprisonnées et Margarita Nelken doit s'exiler en France, où elle reçoit le soutien matériel et moral de la section française.
Le Comité reprend rapidement ses activités, de façon semi-clandestine pendant deux ans, sous le nom de Asociación Pro Infancia Obrera (Association pour les travailleurs de l'enfance) avec un objectif officiellement caritatif.
Après les élections de février 1936, l'Association entame une période de croissance qui atteint son apogée pendant la guerre civile.
Le premier numéro de Mujeres, son organe officiel paraît le 15 février 1936.

### France
Avec ses 600 déléguées, sur un total de 1200, au Congrès mondial des femmes à Paris du 4 au 7 août 1934, la délégation française joue un rôle crucial dans la création du Comité des femmes contre la guerre et le fascisme.
La section française est la plus importante en termes d’adhérentes (200 000 adhérentes en 1937) et sans doute d’action,. Elle est très active dans le soutien aux républicains espagnols, envoyant entre 400 et 500 kilos de marchandises en Espagne rien que durant l'année 1936. Le secrétariat général est assuré par Maria Rabaté et Bernadette Cattanéo.
En octobre 1940, Danielle Casanova réactive les Comités de Femmes contre la guerre et le fascisme. Ils deviennent les comités féminins de résistance qui publient clandestinement Femmes de Provence et Femmes françaises. À la Libération, ces comités sortent de la clandestinité. 

### États-Unis
Ella Reeve Bloor (en) (1862-1951), du Parti communiste des États-Unis, assiste au Congrès des femmes à Paris en 1934 et est élue au Comité mondial. Elle devient membre du Comité exécutif national de la Ligue américaine contre la guerre et le fascisme et, dans ce rôle, cherche à rassembler les mouvements ouvriers et pacifistes.

### Mexique
Le Comité Nacional Mexicano del Comité Mundial de Mujeres contra la Guerra y el Fascismo (Comité national mexicain du Comité mondial des femmes contre la guerre et le fascisme) compte parmi ses dirigeant, Consuelo Uranga (es), une dirigeante communiste reconnue internationalement.

### Royaume-Uni
Plus de 70 déléguées britanniques participent au congrès de Paris. La section britannique du Comité mondial (Women’s World Committee Against War and Fascism) met l'accent sur les liens entre le fascisme et la guerre et sur les dangers du fascisme pour les droits des femmes. Le comité britannique publie son manifeste la même année« L’Allemagne, l’Italie, l’Autriche, la Pologne, la Hongrie, les Balkans, le Portugal ont été transformés par le fascisme en d’immenses bagnes. Le fascisme a privé les femmes du statut social qu’elles avaient conquis au prix de tant d’années de lutte, bien qu’encore bas. Il a fait d’elles une servante passive de l’homme, éternellement dépendante, privée de tous ses droits, une machine humaine destinée uniquement à obtenir les futures victimes du massacre qui est la conséquence logique de cette situation. Le tableau des tortures inouïes et indescriptibles infligées au peuple par la terreur hitlérienne nous emplit d’une profonde horreur, qui réveille et renforce en nous le sentiment de solidarité qui nous lie à nos frères et sœurs d’Allemagne. Nous saurons soutenir de toutes nos forces le combat qu’ils continuent de mener malgré leur défaite d’aujourd’hui. ».
Le comité britannique a le soutien notamment des femmes du Parti travailliste, du Co-operative Women's Guild (en), de l'Association of Women Clerks and Secretaries (Association des femmes employées de bureau) avec Melita Norwood, du mouvement féministe Six Point Group (en), du syndicat National Union of Teachers (en) et du Parti communiste. Il est dirigé par la journaliste Charlotte Haldane (en), membre du Parti communiste depuis 1927. Parmi ses membres se trouvent Charlotte Despard, Sylvia Pankhurst, Ellen Wilkinson, Vera Brittain et Storm Jameson,,.
Le groupe participe au soutien aux Républicains espagnols et condamne la politique de non-intervention du gouvernement britannique. Il condamne également les accords de Munich et, en 1939, estime que l'entrée en guerre du Royaume-Uni est trop tardive et motivée davantage par les intérêts économiques que la protection de la démocratie.  
En octobre 1934, une délégation de la section britannique composée de trois membres, Monica Whately, Selina Cooper et B. Pierce-Jones, se rend à Munich pour intervenir contre l'emprisonnement arbitraire de femmes allemandes, comme la résistante Centa Herker-Beimler (de). La délégation n'est pas autorisée à visiter la détenue mais témoigne, à son retour du climat de terreur qui règne alors en Allemagne. « Nous estimons qu'il est essentiel que la population de ce pays exprime clairement sa protestation. La justice élémentaire peut-elle être bafouée ? Les femmes anglaises peuvent-elles garder le silence alors que leurs sœurs allemandes sont soumises à l'emprisonnement, à la torture, voire à la mort ? ».  
Des réunions sont organisées dans tout le pays afin d'alerter la population sur la situation en Allemagne et sur la menace croissante du nazisme.  En 1940, le Comité organise un rassemblement à Londres, sous le slogan Stop the War. Son magazine Woman Today est suspendu la même année.  

### Suisse
La section suisse du Comité des femmes compte 500 membres en mars 1937.

### Uruguay
Paulina Luisi  fonde l'Unión Femenina Contra la Guerra (UFG), branche uruguayenne du Comité mondial des femmes contre la guerre et le fascisme (CMF) en 1934.

## Parmi les membres
- Alice Pels
- Berty Albrecht
- Marie Altorfer
- Consuelo Álvarez Pool
- Lucía Barón
- Suzanne Bassiry[36]
- Simone Bertrand
- Vera Brittain
- Yvonne Bruhat[37]
- Emilienne Brunfaut
- Hélène Burniaux
- Clara Campoamor[38]
- Bernadette Cattanéo
- Hélène Caudron[39]
- Rosa Chacel[1]
- Marguerite Chagneau[40]
- Georgette Ciselet
- Selina Cooper
- Lucia de Brouckere
- Charlotte Despard
- Johanna Eekman
- Irene Falcon
- Hélène Gosset
- Rose Guérin
- Charlotte Haldane (en)
- Germaine Hannevart
- Juliette Herman[41]
- Rosy Hollender
- Dolores Ibárruri
- Paulette Isaïa
- Madeleine Jacquemotte
- Fanny Jacquemotte
- Storm Jameson
- Sofia Jancu
- Reine Jeunon[42]
- Victoria Kent
- Léonie La Fontaine
- Luce Langevin
- Adèle Lecoq
- Angèle Le Hen
- Maria Lejaraga
- Marcelle Leroy
- Carmen Loyola
- Paulina Luisi
- Veneranda Manzano (es)
- María Martínez Sierra
- Margarita Nelken
- Antonia Nyssens-van Dreveldt
- Lina Òdena
- Isabel Oyarzabal
- Sylvia Pankhurst
- Maria Rabaté
- Gabrielle Rosy-Warnant
- Catalina Salmerón (es)
- Evelyn Sharp
- Alice Sportisse[43]
- Emilienne Steux-Brunfaut
- Fifi Turin
- Elisa Úriz Pi (es)
- Maria Vérone
- Andrée Viollis[44]
- Monica Whateley
- Ellen Wilkinson